# Barbara Balzerani
Barbara Balzerani, född 16 januari 1949 i Colleferro, Lazio, död 4 mars 2024 i Rom, var en italiensk militant kommunistisk aktivist och terrorist som senare verkade som författare. Hon var ledare för terroristorganisationen Röda brigaderna i Rom ("colonna romana").

## Biografi
Balzerani kom från ett strikt katolskt hem och studerade religion och filosofi i sin hemstad Colleferro innan hon 1969 flyttade till Rom för att fortsätta sina studier på universitet. I Rom blev hon sambo med Antonio Marini, ledande medlem i den utomparlamentariska organisationen Potere Operaio i stadsdelen Tiburtino, och de gifte sig den 20 februari 1975. Redan i juni samma år lämnade Marini henne för en annan kvinna och en kort tid därefter anslöt sig Balzerani till Röda brigaderna och avancerade snabbt till en ledande position. Efter att Margherita Cagol och Walter Alasia dödats i eldstrid med polisen och två av de ursprungliga ledarna, Alberto Franceschini och Renato Curcio, tillfångatagits, valdes Balzerani, enligt journalisten Sergio Zavoli, in i brigadernas verkställande utskott tillsammans med Lauro Azzolini, Franco Bonisoli och Mario Moretti. Officiella källor såsom polisens förhörsprotokoll och rättegångshandlingar styrker dock inte denna uppgift om Balzeranis roll. I stället för Balzerani anges i dessa Rocco Micaletto som den fjärde medlemmen av utskottet.
Balzerani deltog bland annat i den så kallade massakern på Via Fani 1978, mordet på Girolamo Minervini 1980 och kidnappningen av den amerikanske generalen James Lee Dozier 1981. Det var Balzerani som från Frankrike organiserade Röda brigadernas "strategiska reträtt" i mitten av 1980-talet. Efter att hon återvänt till Italien greps hon den 19 juni 1985 tillsammans med Gianni Pelosi. Under häktningstiden tog hon på sig ansvaret även för mordet på en tidigare borgmästare i Florens, Lando Conti, som hon påstod sig ha beordrat från fängelset 1986. Balzerani dömdes till livstids fängelse. Hon släpptes i villkorlig frihet i december 2006 efter att ha avtjänat drygt 21 år av sitt straff. Enligt italiensk lag upphörde hennes prövotid 2011 och hela straffet betraktas därmed som avtjänat.
Redan under fängelsetiden påbörjade Balzerani ett författarskap som har fortsatt efter hennes frigivning. Hon har därefter huvudsakligen varit verksam som författare och givit ut ett flertal böcker. När hon intervjuades 1987 av Rai tillsammans med Renato Curcio och Mario Moretti, förklarade denna ledartrio att den väpnade kampen mot den italienska staten var avslutad. Balzerani har, till skillnad från flera andra kända medlemmar, aldrig direkt uttryckt någon ånger över sitt handlande under sin tid i Röda brigaderna. Däremot har hon vid flera tillfällen efteråt kritiserat den väpnade kampen som ett medel för att uppnå politiska mål. Balzerani har på senare år (från 2018) gjort sig impopulär och allmänt avskydd bland vänsterterrorismens offer genom nedlåtande yttranden om dem i nyhetsmedia och på nätet (Facebook). Eftersom hon har kunnat göra detta ostraffat har hon bl.a. kallats "en privilegierad mördare".